# دانیل اورت
دانیل اِوِرِت (به انگلیسی: Daniel Everett) (متولد ۱۹۵۱ در هالت ویل، کالیفرنیا) زبان‌شناس و مردم‌شناس آمریکایی‌ست که بیشتر به دلیل مطالعه قوم پیراها در حوضه آمازون و زبان این قوم شناخته شده‌است. او استاد دانشگاه منچستر است. فیلم مستندی به نام «دستور زبان شادی» دربارهٔ زندگی و نظرات اورت ساخته شده‌است.